# Hoperanchita
La hoperanchita és un mineral de la classe dels sulfats.

## Característiques
La hoperanchita és un sulfat de fórmula química (NH₄)₂(S₂O₃). Va ser aprovada com a espècie vàlida per l'Associació Mineralògica Internacional en el mes de juliol de l'any 2024, i va ser publicada a la revista internacional American Mineralogist per Anthony R. Kampf et al. en el mes de novembre de 2024 amb el títol «Hoperanchite, (NH₄)₂(S₂O₃), a new mineral from an active vent in a burning bituminous shale». Cristal·litza en el sistema monoclínic.
Les mostres que van servir per a determinar l'espècie, el que es coneix com a material tipus, es troben conservades a les col·leccions mineralògiques del Museu d'Història Natural del Comtat de Los Angeles, a Los Angeles (Califòrnia) amb els números de catàleg: 76339, 76340 i 76341.

## Formació i jaciments
Va ser descoberta en un esquist bituminós situat al llarg de la costa del Pacífic a Hope Ranch, a l'oest de Santa Barbara, a Califòrnia (Estats Units). Aquest indret és l'únic de tot el planeta on ha estat descrita aquesta espècie mineral.